# Cremastus champlaini
Cremastus champlaini är en stekelart som beskrevs av Joseph Augustine Cushman 1922. Cremastus champlaini ingår i släktet Cremastus och familjen brokparasitsteklar. Inga underarter finns listade i Catalogue of Life.